# 屈银华
屈银华（1935年3月3日—2016年9月19日），四川雲陽人，中華人民共和国登山家。

## 生平
屈银华自幼随父亲在四川当伐木工。1958年，中华全国总工会在各产业系统内选派人员到中国登山队集训，正在伐木厂工作的屈银华遂报名参加中国登山队。1959年2月，屈银华攀登了念青唐古拉山东北峰，同年7月攀登了慕士塔格峰。
1960年5月24日，作为中国登山队队员，在突击队长王富洲带领下，屈银华和贡布从海拔8500米的突击营地出发，于25日凌晨4时20分从北坡登顶珠穆朗玛峰，為人类历史上首次从北坡登顶珠穆朗玛峰。在攀登珠穆朗玛峰时，屈银华的双脚被冻伤，5月30日终于撤至大本营。其后，屈银华被接到医院接受手术，十个脚趾被切除。
数年后，屈银华被派往新疆工作。1980年代回到北京，退休后定居北京市通州区。
2016年9月19日凌晨2点50分，屈银华在北京市去世。

## 登山记录
- 1959年2月，念青唐古拉山东北峰
- 1959年7月，慕士塔格峰
- 1960年5月25日，珠穆朗玛峰，首次从北坡登顶[1]

屈银华曾获列宁银质奖章和体育运动银质奖章。